# Historia de la filosofía de la historia

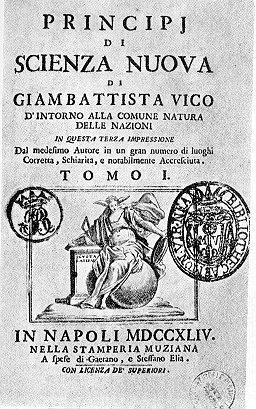
Portada de Principios de ciencia nueva de Giambattista Vico.

La historia de la filosofía de la historia estudia el origen y desarrollo de la filosofía de la historia como rama de la filosofía.
Tradicionalmente se atribuye a la obra publicada en 1765 Filosofía de la historia de Voltaire la acuñación del concepto. Sin perjuicio de lo anterior, en primer lugar, Ibn Jaldún, autor de la obra Muqaddima de 1377 desarrolló una tesis cíclica de la historia; por lo mismo, ha sido indicado como uno de los primeros filósofos de la historia por George Sarton. En segundo lugar,  un término similar fue utilizado en 1566 por Jean Bodin en Método para el conocimiento fácil de la historia, donde califica a Filón de Alejandría como un philosophitoricus. Finalmente, en tercer lugar, Giambattista Vico en 1725 desarrolló efectivamente una filosofía especulativa de la historia en su obra Principios de ciencia nueva.
A pesar de lo anterior, actualmente se está reconociendo los diversos orígenes de la filosofía de la historia; por ejemplo, en la civilización islámica, y en la civilización china. Además de que las primeras especulaciones filosóficas sobre la historia se pueden encontrar desde la Edad Antigua, sin llegar no obstante, a desarrollarse una filosofía de la historia como disciplina independiente.  Obras como Sobre la malicia de Heródoto de Plutarco y la sátira Cómo debe escribirse la historia de Luciano de Samósata contribuyeron a una incipiente teoría de la historia.
Independiente del origen exacto de la filosofía de la historia, sí existe un consenso sobre la consolidación de la filosofía de la historia como rama formal de la filosofía entre los siglos XVIII y XIX.Dicho hito se dio gracias a Georg Hegel, profesor de filosofía de la Universidad de Berlín, quien fue el primero en realizar un curso de filosofía de la historia universal en 1822. Dichas clases se publicarían de manera póstuma en 1837 bajo el título Lecciones sobre la filosofía de la historia universal la cual reunía los manuscritos de Georg Hegel junto a los apuntes de clases de sus alumnos.
Sobre el origen tardío de la filosofía de la historia, Robin George Collingwood ha sostenido que las razones son que los problemas epistemológicos hasta dicho momento se habían centrado en tres áreas: las matemáticas, la teología y las ciencias naturales. Ante la cuestión del conocimiento histórico los filósofos de la época no se habían pronunciado; sin embargo, ante el interés por la historia durante la Ilustración y el Romanticismo los filósofos notaron que no existía una teoría epistemológica capaz de explicar el conocimiento del pasado. Ante dicha necesidad es que surgió la filosofía de la historia. Sobre el caso particular de la inexistencia de una filosofía de la historia en el Reino Unido hasta mediados del siglo XX, William H. Walsh sostiene que se debe al pensamiento y temperamento propio de los británicos: la filosofía de la historia fue concebida por los filósofos analíticos como una especulación metafísica absurda y en un lenguaje muerto.
Actualmente se han reconocido tres etapas predominantes en la historia de la filosofía de la historia: la primera, la filosofía especulativa de la historia; la segunda, la filosofía crítica de la historia y, la tercera, las tesis narrativas de la historia.

## Filosofía de la historia antigua

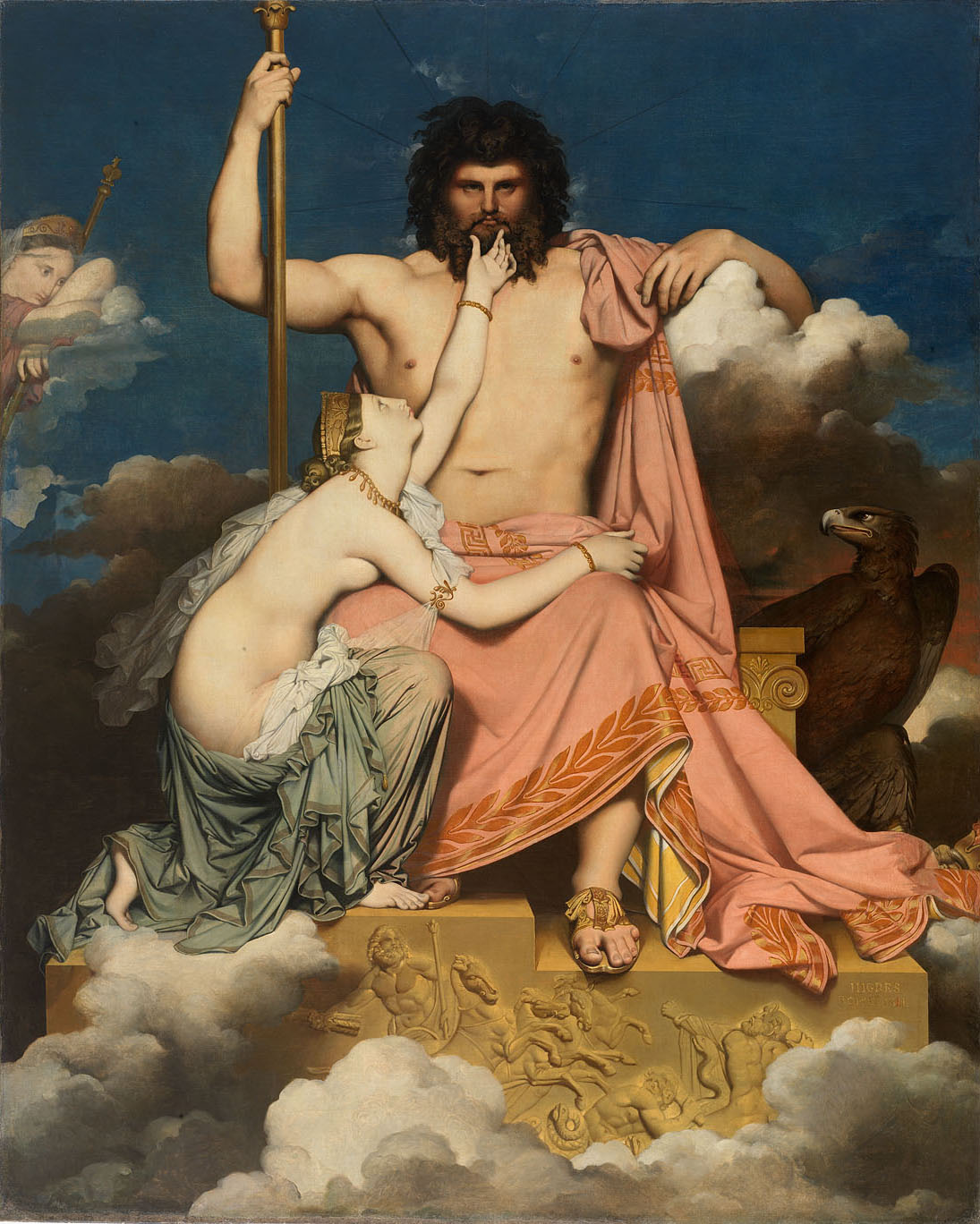
Júpiter y Tetis. Obra de Jean Auguste Dominique Ingres. Tetis, tras la cólera de Aquiles, suplica a Zeus para que éste permita que los troyanos adquieran ventaja. Las obras de Homero, como la Iliada, responden a una mezcla entre historia y mito, en la que la intervención divina es parte de los hechos de los hombres.

Los estudios de Mircea Eliade han puesto de manifiesto que el pensamiento mítico arcaico hacía imposible que el hombre pudiera asumir la historicidad y, por ende, impedía el nacimiento de la historia. Una de las razones es porque el pensamiento mítico solo daba importancia a los dioses y no a los hombres y era imposible desarrollar la historia sin tener en cuenta los aspectos mundanos.
Por el otro extremo, el discurso histórico rompe la dualidad de planos, iguala el pasado y el presente y sitúa los hechos históricos de la historia en el curso de la temporalidad. Todo lo contrario de la epopeya que tenía dos tiempos heterogéneos: el tiempo de los hombres y el tiempo de los dioses.
Apareció también la noción de acontecimiento, hecho que se sitúa en el curso de la existencia humana sensible y que no se proyecta en lo atemporal ni en lo sagrado. Dejando paso el mitógrafo al logógrafo, que marca los hechos pasados y descarta la tradición legendaria de los poetas. Este logos constituye la base de la filosofía y de la historia y por eso nacieron a la vez. Los historiadores se empezaron a ocupar de estudiar una realidad susceptible de ser investigada y de transmitirlo de la manera más objetiva posible.
Para los griegos la historia es el conocimiento que se transmite mediante investigación, no por transmisión antiquísima, como el mito. Es investigación, indagación, interrogatorio de un testigo ocular, y el resultado de dicho interrogatorio.
Ιστορ, es un testigo árbitro que puede actuar como juez y puede aclarar lo que ocurrió. Ιστορεω, es el verbo que significa investigar, indagar, por lo que semánticamente significa indagación, y ha pasado el término a la mayoría de las lenguas occidentales a partir del latín historiae.
Los romanos entendían la historia igual que los griegos, como demuestra Tácito, que utilizó el término historiae cuando hablaba de la época que el mismo había vivido y las que son anteriores a él, y no puede observar personalmente. Los llama Annales, por lo que no representaba la narración de hecho del pasado. En la época romana se empleraron annales y crónicas.
El hecho de que la historia surja como resultado de la indagación explica que la perfección directa, la observación y la experiencia constituyen la base de la nueva metodología básica que está surgiendo en el siglo VI a. C. en Grecia; y explica que los historiadores antiguos muestren una clara preferencia de la narración de los hechos temporales cercanos a ellos, porque los lejanos son más difíciles de indagar.
El filósofo y el historiador deben estudiar solo aquellas cosas de las que hay experiencia o percepción directa.
La historiografía clásica griega va a estar marcada por la limitación de la metodología que la historia utiliza. La metodología que utiliza Heródoto y Tucídides es fundamentalmente la indagación o la inquisición que se realiza a los que han presenciado los hechos. En bastantes ocasiones los historiadores utilizan sus propias experiencias personales. La narración histórica solo abarca un período de tiempo limitado aquel período del que queden individuos vivos que puedan dar créditos.

### Heródoto
Heródoto de Halicarnaso es el primer historiador griego del que conservamos gran parte de su obra, dado a esto se le puede considerar como el padre de la historia. Para Heródoto hay dos conceptos de historia. Uno de ellos es el concepto de la historia como el relato de los acontecimientos. El segundo es el que ve la historia como una indagación de las causas de los acontecimientos. El historiador se esfuerza por investigar las causas de esos acontecimientos que narra. Diferenciando así la epopeya de la narración histórica.
Para Heródoto hay tres causas principales para la explicación de los acontecimiento de la historia:
1. Las causas psicológicas individuales (pasiones). Son los motivos que llevan a los individuos a actuar de una determinada forma. La pasión más decisiva es la ambición, que empuja al hombre a obrar. El hombre se ve motivado por venganza cuando se ve ofendido, ya que, sino lo hace estará deshonrado. Será este el motivo de muchas disputas y guerras.
2. Las causas político-sociales. Nos dice Heródoto que la lucha entre griegos y persas se debe a causa sociopolíticas, se enfrenan dos estructuras sociopolíticas que son opuestas.
3. Causas. Estas serán metahistóricas, que están más allá de la historia: como el destino (Moira), necesidad (Ananké), providencia (Némesis). Son causas irracionales pero que Heródoto considera que tienen su influencia en el transcurso de los acontecimientos históricos.

### Tucídides
Como Heródoto, Tucídides está convencido de que la función del historiador es explicar las razones de los hechos, las causas que los han producido. Al igual que este utiliza distintos niveles:
1. Causas secundarias o adyuvantes de los acontecimientos. Es el nivel más bajo de explicación. Son aquellas en las que solo se fija la historia superficial. Estas causas son los pretextos de los políticos para explicar y justificar sus acciones. La manifestación más clara se puede ver en la historia diplomática. Las relaciones diplomáticas desempeñan un papel decisivo en la historia en la medida en que en ellas los Estados justifican sus posturas.
2. Más profunda que la anterior, son las causas verdaderas de los acontecimientos. Series de acontecimientos que provocan un hecho. Tucídides pensaba que la guerra es la expresión de un antagonismo vital mucho más profundo. Así pues, podemos afirmar que la historia es el terreno de la violencia, y la violencia se impone concretamente a la guerra como su actualización más verdadera.
3. La esencia y la ley que rige toda la historia de la humanidad. La razón esencial que nos permite emprender todo ese juego de causas múltiples que han analizado en el segundo nivel es el imperialismo.

La voluntad de poder es para Tucídides la dimensión esencial que nos ayuda a comprender la acción histórica y el fondo único de la naturaleza humana. Porque la voluntad humana, cuando está lúcida, lo único que quiere es el interés de la ciudad, que le lleva a tiranizar a las demás ciudades.
De este modo Tucídides se alinea con los sofistas en el desarrollo de un tema central del pensamiento de estos: el tema de la defensa del derecho natural del más fuerte, que encuentra su mayor desarrollo en Calicles o Trasímato, ambos sofistas. En último término Tucídides pone en manifiesto que la ley última que gobierna la historia es la ley de la fuerza. Es natural que en el período clásico de Grecia la preocupación por la historia ocupe un lugar en el pensamiento filosófico de este período, cuyos principales representantes son Platón y Aristóteles.

### Platón
Platón tenía una valoración negativa del conocimiento histórico. No la podía considerar ciencia ya que el conocimiento estaba dividido en dos niveles: la opinión (doxa) y la ciencia (episteme) y la historia pertenecía al conocimiento sensible del que deriva la doxa.
Una parte del conocimiento humano no se puede razonar para saber que es verdadero ya que la característica fundamental de toda opinión es su carácter cambiante. El conocimiento cambia por la circustancialidad. La ciencia sin embargo describe el mundo inteligible ya que no es cambiante, es perpetuo.
En el mundo sensible se encuentran cosas que están formadas por la imaginación y supone un conocimiento infundado (Eikasia). En otro nivel superior, pero dentro de la doxa se halla la pistis. Esta tiene más realidad que la imagen, pues estudia el mundo sensible en sí. La creencias una opinión que abarca tanto las realidades físicas que encontramos a nuestro alrededor y la realidad histórica, los hechos del hombre se encuentran en el mundo sensible. Por tanto la historia no llega a ser una ciencia según Platón sino un conocimiento de segundo grado y a lo más que puede aspirar es a ser verosímil.
Platón recurres al mito para explicar su teoría de la historia dividiéndola en dos eras separadas por un cataclismo. En la era precatoclísmaica los hombres vivían bajo cuidado de los dioses, despreocuados y sin problemas. Más tarde apareió un cataclismo dando lugar a la era postcataclísmica en la que nacemos bebes, envejecemos y fallecemos (similar al Jardín del Edén y el pecado original). Esta nueva sociedad primigenia no tenía contacto con la anterior y la única ayuda de la que disponían era la del desarrollo tecnológico.
En principio las sociedades humanas de la era postcataclísmica fueron patriarcales. Ignoraban los metales y no existía rivalidad ni envidia entre los hombres pues estas sociedades pastoriles tenían recursos alimenticios de sobra. El origen de la sociedad humana es doble:
- Necesidad: El ser humano es débil y necesita vivir en sociedad para sobrevivir
- Sociabilidad natural: Instinto de benevolencia al estar rodeados de semejantes.

A partir de esta sociedad se desarrollaron los Estados civilizados con diferentes grados y que tenderán a la decadencia y a la corrupción. Para Platón el mejor gobierno es el aristocrático para dar ejemplo y evitar que la sociedad se degenere. Esta aristocracia era el gobierno de los mejores, los más preparados y sabios. Por otro lado si gobernaran los menos virtuosos se degenaría la sociedad.
Sin embargo la aristocracia podía degenerarse también en timocracia. Se da cuando los mejores físicamente superan a los mejores intelectualmente dando lugar a un gobierno donde impera solo la valentía y la ira. Y también puede desembocar en oligarquía gobernando los mejores económicamente. El paso de la timocracia a la oligarquía es natural, al ser el gobierno de los mejores el más fuerte se aprovecha de los ciudadanos y les quitan sus pertenencias lucrándose y convirtiéndose en más ricos. Surge el mal de la mayoría y el pueblo ser rebela dando lugar a la democracia.
La democracia el poder está en manos del pueblo por lo que cualquiera puede acceder al poder y pudiendo quedar altos cargos en manos de gente incompetente (los cargos no eran electos sino por sorteo). Platón no veía bien la democracia ya que esta había matado a su mentor Sócrates. Aun así para Platón existe algo peor: la tiranía. Cuando ejerce el poder una sola persona, sometiendo a la población a las arbitrariedades de esta. La constitución tiránica surge como consecuencia de la degeneración de la democracia que se termina convirtiendo en un caos. Para Platón la única forma de acabar con la corrupción es la calípolis. Allí refleja la educación universal, donde cada uno llegará al grado de formación que sus características mentales les permita.

### Aristóteles
El filósofo Aristóteles estaba de acuerdo con su maestro Platón en que la historia no puede ser una ciencia en sentido estricto. Sin embargo, los argumentos son diferentes porque la epistemología (es decir, la filosofía de la ciencia) de Aristóteles se distancia de la de Platón. Según el primero, el conocimiento científico debe cumplir unas condiciones que el conocimiento histórico no cumple. Estas son:
- Esencia: es aquello que explica las cosas tal y como son. El conocimiento histórico es accidental. Muestra lo que ocurre no dice lo que es.
- Universal: Un conocimiento general o universal es válido para todo y para todos los tiempos. En un famoso pasaje de la Poética, declara expresamente que la historia no es capaz de albergar un conocimiento de lo universal porque se ocupa de hechos particulares.

... el historiador y el poeta no son diferentes por hablar en verso o en prosa (pues se podrían poner en verso las cosas referidas por Heródoto, y no menos sería la verdadera historia en verso que sin verso); sino que la diversidad consiste en que aquél cuenta las cosas tales cuales sucedieron, y éste como era natural que sucediesen. Que por eso la poesía es más filosófica y doctrinal que la historia; por cuanto la primera considera principalmente las cosas en general; mas la segunda las refiere en particular.
Aristóteles, Poética, III,7

- Necesario: El conocimiento científico establece de que manera tienen que ocurrir las cosas y de que manera solo pueden ocurrir; eso es lo que define a la necesidad. En cambio el conocimiento histórico estudia acontecimientos contingentes, que han ocurrido, pero podrían no haber ocurrido y no hubiera pasado nada.
- Causal: Un conocimiento que dada una causa produce un efecto y no puede ocurrir de otra forma. En cambio los acontecimentos de la historia no son causales sino azarosos.
- Demostrativo: Las acciones de la ciencia se pueden demostrar. En cambio en la historia no cabe una demostración.

Con Alejandro Magno se construyó un vasto imperio que sería dividido tras su muerte. La cultura griega se extendió a todos los pueblos conquistados por Alejandro. Es lo que se conoce como helenización.
En este helenización se superó el localismo. La historia tendrá un carácter más universal en vez de centrarse en la historia de un pueblo o en la de una ciudad. También se superará el límite temporal a la que había estado limitado, en ese momento la historia va a remontarse siglos hacia atrás y además se empezó a escribir con carácter mundial y que aspiraba a la universalidad en lo espacial y en lo temporal (historia ecuménica). Esta forma de historia se dio gracias al nuevo método historiográfico, que permitía construir una historia a partir de materiales sacados de obras de historiadores anteriores.

### Polibio
La tesis que dirige todo el trabajo histórico de Polibio es que la historia es la narración de un único hecho y de un único espectáculo: el de narrar cómo, cuándo y por qué todas las partes conocidas del mundo conocido han caído bajo la dominación romana.
Para Polibio la fortuna había guiado siempre todos los asuntos del mundo y la tarea del historiador debe consistir no solo en contar los hechos, sino en investigar críticamente cómo y cuándo surgieron esos hechos y cuándo y cómo llegaron a su fin.
En la obra de Polibio aparece la idea fundamental que la distingue de sus predecesores, a saber, la idea de que solo el estudio de la historia universal nos puede proporcionar una visión comprensiva del desarrollo humano. Siendo consecuente con esa idea suya, Polibio juzgó insuficientemente la obra realizada por los historiadores episódicos; y así defendió la idea de una historia universal en presencia de un mundo que se hacía romano y de una Roma que se volvía cosmopolita.
Polibio estaba convencido de que el movimiento de la historia estaba sometido a la fatalidad de un proceso cíclico. Estaba convencido de que en la vida de las instituciones de un país es donde se manifestaban con la mayor claridad y distinción el movimiento cíclico del acontecer histórico. Apoyándose en esta convicción, Polibio expuso una teoría de los ciclos constitucionales. En esta teoría Polibio explica cómo la monarquía engendra la tiranía, cómo la tiranía, a su vez, se transforma en aristocracia, la cual engendra en oligarquía; la oligarquía, posteriormente, es reemplazada por la democracia, y al final la democracia acabará en la lucha de todos contra todos, en una guerra civil, y, entonces, retomará la autoridad única en forma de despotismo. Esta teoría se denomina anaciclosis. Para Polibio este carácter de sucesión de las distintas instituciones tienen un carácter natural, se desarrolla conforme a las leyes de la naturaleza, y, por tanto, los hombres siempre pueden prever los futuros estadios que van a acontecer.
En la explicación histórica que nos propone Polibio establece una distinción fundamental entre la causa, el inicio y el pretexto de los acontecimientos.
La misión del historiador para Polibio consiste en interpretar racionalmente las reflexiones y decisiones que llevaron a los protagonistas de los hechos a actuar. Aquí reside el valor práctico de la historia, en cuanto que se convierte en campo de adiestramiento para la política.
Polibio no cree que el estudio de la historia pueda impedir a los hombres que vuelvan a caer en los errores anteriores, pero si considera que el estudio de la historia conlleva un fortalecimiento del universo del hombre frente a estos acontecimientos históricos.
De esta manera en la historia de Polibio se refleja la tensión histórica entre la fortuna y las acciones de los individuos. Para Polibio, como ocurría para los estoicos en general, los hombres no se sienten dueños de su destino, y por esta razón el éxito de sus acciones no se muestra en los acontecimientos externos, sino en el gobierno interior del ánimo con que el hombre se enfrenta a estos acontecimientos históricos.
Sabemos que con el trabajo de Polibio la tradición histórica helenística pasa a manos de Roma. Polibio traslada el trabajo de los historiadores de Grecia a Roma.

### Luciano de Samósata
Luciano de Samósata escribió un breve tratado Cómo debe escribirse la historia, muy popular en el Renacimiento.

## Filosofía de la historia medieval
Sabemos que la introducción de las ideas cristianas en la cultura europea va a dar lugar a una revolución de gran importancia en la concepción de la historia que se había tenido hasta este momento. La historiae serán los hechos sagrados expuestos en la Biblia y la hagiografía.
En los siglos IV y V la idea de la historia va a ser modelada de acuerdo con el influjo del pensamiento cristiano. El cristianismo va a echar por tierra las nociones fundamentales de la concepción de la historia grecorromana. Esas nociones fundamentales eran: La idea optimista de la historia humana que defendían los antiguos griegos y romanos y que va a caer bajo la idea del pecado original que incapacita al hombre para alcanzar fines de un modo claro. El hombre es un ser bueno, pero está corrompido por el pecado original. Solo la ayuda de Dios le salvará. Esta visión del hombre la introduce el cristianismo en la cultura europea.
Esta corrupción de la naturaleza humana se manifiesta en que el hombre se ve sumido en una ceguera que le impide distinguir entre el bien y el mal. La pasión humana corrompida por el pecado original sume al hombre a las pasiones, que le empujan a actuar muchas veces de forma incorrecta. Esta ceguera del hombre por sus pasiones le impide tener una idea clara del fin o la meta que el hombre busca. Son fines a los que nos arrastran nuestras pasiones. El hombre es esclavo de sus pasiones, de las que no puede salvarse sin ayuda de Dios.
El cristianismo da al traste con la idea sustancialista de entidades eternas subyacentes al proceso histórico. El cristianismo, merced a la idea de creación, niega estas entidades (no hay ningún pueblo eterno que haya existido o existirá siempre). Las entidades son creadas por Dios según le sean interesantes para Dios y así aparecerán más o menos según la voluntad de Dios. Todo lo creado por Dios es contingente, solo Dios es eterno, es ajeno al tiempo.
Ningún agente histórico es eterno, todos están sujetos al curso del tiempo, han sido creados por Dios y desaparecerán cuando dejen de ser útiles.
Finalmente la tercera noción fundamental de la concepción grecorromana que desaparece con el cristianismo es la concepción cíclica del tiempo. Para los griegos el tiempo es eterno, no tiene ni principio ni fin, y la única realidad que cabe en la mente de un griego que no tiene ni principio ni fin es el círculo, el tiempo es un continuo y permanente retorno, no hay ni principio ni final.
Frente a esta concepción, el cristianismo afirma que el tiempo es lineal, tiene un principio y un final, tiene un α y un ω. El punto de partida del tiempo y de la historia es la creación divina y el punto final o meta es el Juicio Final. Además todos sus momentos son distintos y son irrepetibles, mientras que el caso contrario sucede en la concepción cíclica del tiempo en la cultura grecorromana. Además el curso del tiempo es siempre progresivo, no hay marcha atrás, y no habrá repetición.
Las tres grandes ideas sobre las que había girado la concepción de la historia y la Naturaleza buena del hombre en la cultura grecorromana son derruidas en el cristianismo. El cristianismo tuvo un triple efecto sobre el modo de concebir la historia:
- El cristianismo hace que el proceso histórico ya no se vea como la realización de los propósitos divinos (Teocentrismo). Esos propósitos divinos deben ser ejecutados por la voluntad del hombre sin que el hombre sea consciente de ello. En consecuencia el verdadero agente de la historia es en un sentido el hombre, pero en otro más fundamental el verdadero agente de la historia es Dios.

En un sentido el hombre es el final de todos los acontecimientos históricos, en la medida en que Dios busca la salvación del hombre. Pero en otro sentido el hombre es solo un mero instrumento para la realización de los fines de Dios.
- La interpretación cristiana de la historia pone de manifiesto que los agentes históricos, los hombres, los pueblos, naciones, estados, los imperios, etc. no son entidades eternas, a cuya sustancia no afectan las mudanzas históricas, que solo afectarían a sus accidentes, sino que, los agentes históricos son realidades transitorias creadas por Dios para cumplir una función y que desaparecerán una vez que la hayan cumplido.

Estas modificaciones del concepto de historia procedentes de las doctrinas cristianas, por un lado, el pecado original y la gracia por otro de la doctrina cristiana de la Creación, son modificaciones indispensables para la comprensión de las características peculiares de la historia. La irrepitibilidad y la idea de progreso.
Las modificaciones son:
- La modificación que afirma que las corrientes históricas no son el resultado de decisiones deliberadas del hombre, sino acciones impuestas por Dios.
- Afirma que las entidades históricas son un producto del proceso histórico y no realidades subyacentes al mismo.
- El tercer efecto del Cristianismo sobre el modo de concebir la historia: el cristianismo supone la categoría de una aptitud universalista, ya que para el cristianismo todos los hombres son iguales ante Dios. Para el cristianismo no existe ningún pueblo elegido, todos los pueblos están incluidos en los designios divinos. El cristianismo exige una historia universal, cuyo tema es la realización de los planes de Dios con respecto al hombre.

En virtud de esta radical transformación, la filosofía de la historia se objetiva en el medievo bajo la forma de una Teología de la historia. La tarea de esta Teología de la historia consiste en descubrir y exponer el plan divino de la historia, un plan que se desarrolla en el tiempo a través de una serie de etapas que son las distintas edades históricas.
Cada una de las edades se inicia con un acontecimiento creador de época. De este modo toda historia escrita en la Edad Media a partir de las naciones Cristianas se va a caracterizar por tres notas principales:
- historia Universal. Una historia que se remontará al origen del hombre y que describirá el nacimiento y el ocaso de las civilizaciones.
- Será una historia providencial. Un drama escrito por Dios que ordena de antemano el curso de los acontecimientos.
- historia apocalíptica. Dividirá el tiempo histórico en un período anticipatorio de la redención, y el período de luz será aquel en el que se cumple la redención del hombre por Dios. Ambos períodos están separados por el nacimiento de Cristo. El acontecimiento más importante que para un cristiano ha ocurrido en la historia.

Los dos pensadores más importantes son San Agustín de Hipona y Joaquín de Fiore.

### San Agustín
En su obra De Civitate Dei, afirma que la historia no tendría sentido si no contásemos con la Revelación. El sentido profundo del acontecer histórico solo se puede concebir desde la Fe. El conocimiento de los hechos históricos puede versar sobre la existencia y desarrollo de los distintos imperios. Sin embargo los principios que nos permiten interpretar estos hechos no preceden de estos, sino que para San Agustín lo temporal debe ser juzgado siempre a la luz de lo eterno. Va a ser la revelación cristiana la que nos proporcione los principios a cuya luz interpretaremos la historia.
San Agustín no procederá en su obra como un historiador, sino como un filósofo de la historia que se prepone discernir el significado moral y espiritual de los acontecimientos históricos. Esta reflexión agustiniana puede convidarse como una verdadera Teología de la historia: una interpretación de la historia a la luz del dogma cristiano. Por tanto San Agustín vio la historia de la especie humana al igual que la vida del hombre individual como el enfrentamiento dialéctico entre dos principios de la conducta, lo que el llama dos amores: amor a Dios y la sumisión a sus leyes, y el amor a sí mismo y a los placeres. Así la historia Humana es la lucha, para San Agustín, entre dos ciudades o reinos, la de la carne y la del espíritu. La lucha entre la ciudad de los impíos y la ciudad de los justos, la "ciudad de Dios".
Por tanto la historia de los hombres en el tiempo es el desarrollo del antagonismo entre estas dos ciudades. San Agustín afirma que la historia es un drama que se desarrolla en tres actos:
- Los hombres viven sin leyes y por eso no luchan contra los bienes aparentes del mundo.
- Los hombres viven bajo leyes y por eso combaten contra el mundo, pero caen derrotados.
- Tiempo de Gracia. Los hombres luchan contra el mundo y vencen, ya que cuentan con la gracia divina.

### Joaquín de Fiore
Este fraile franciscano del siglo XII, interpretará desde el dogma de la Santísima Trinidad la historia del hombre. Para Fiore la Trinidad aparece como la verdad de la historia. Encontraremos tres etapas en la historia, en cada una de las cuales se manifiesta una de las Personas de la Trinidad, que son para él los verdaderos personajes de la historia.
- Primera Edad: La Edad del Padre. Desde la Creación hasta la Encarnación. Es la época de los hombres cansados, cuando los hombres viven supeditados al trabajo.
- Segunda Edad: La Edad del Hijo. La época de los clérigos. Está gobernada por el estudio y la disciplina.
- Tercera Edad: La Edad del Santísimo. Habrá de realizarse sobre esta Tierra. Es la época de los monjes. Todos los hombres serán libres. Los sacramentos serán superfluos y la Iglesia será sustituida por una comunidad monacal hecha de humildad, pobreza y amor. Esta etapa estará gobernada por la contemplación y la alabanza.

Así Fiore historifica la Trinidad. Para él la salvación de la humanidad no llegará al final de los tiempos, sino que se realizará en el tiempo mismo.
ríticas. Dará una nueva interpretación de la historia, rompiendo con la interpretación teológica a una visión humanística. Serán Salustio, Tito Livio y Tácito los ejemplos. La historiografía humanística seguirá los preceptos clásicos:
- Las obras históricas deben inculcar lecciones morales. Los materiales de la historia deben seleccionarse y ordenarse de manera que ofrezcan las lecciones morales con la mayor intensidad posible.
- Debe centrar su atención en los mejores logros de nuestros antepasados para animarnos a emularles.

El pensamiento histórico renacentista pone de nuevo al hombre en el centro de sus preocupaciones, no como lo entendían los antiguos, sino como la concepción cristiana; una criatura sujeta a pasiones e impulsos. La historia era en el Renacimiento la historia de las pasiones humanas, en la medida en que la historia desvela la naturaleza pasional humana por lo que tiene gran utilidad. Así podemos prever sus acciones.
En el Renacimiento ya no se aceptan los grandes sistemas teológicos y filosóficos que habían sido la base de la historiografía medieval y se vuelve al humanismo clásico, poniendo al hombre en el centro de sus preocupaciones. Pero la concepción renacentista del hombre será distinta a la de la Antigüedad. Para los renacentistas el hombre no es un ser que controla sus actos y labra sus destino mediante su inteligencia, sino que entiende al hombre a la manera cristiana, como una criatura sujeta a pasiones e impulsos que le empujan a obrar ciegamente en contra de lo que aconsejaría la inteligencia. La historia se convierte en la historia de las pasiones humanas, como expresiones necesarias para la naturaleza del hombre.
En el Renacimiento desaparecen las interpretaciones del pasado vigentes hasta entonces. Tanto la antigua y moral de la decadencia irremediable como la política de la traslación del Imperio, asegurándose la continuidad entre el Imperio romano y los cristianos.
Los historiadores renacentistas descubren rupturas en el proceso histórico y establecen un ritmo sincopado del devenir histórico hecho de luz y tiniebla. Roma es la luz y el Medievo las tinieblas, que sigue la Edad Moderna, otra época de luz que comienza con el Renacimiento.
La historiografía renacentista va a buscar en la vuelta a la Antigüedad el camino hacia la modernidad, en la medida en que no se limita a copiar los autores antiguos, sino que busca renovarlos y enriquecerlos. En el Renacimiento la búsqueda de obras de arte llevará a la arqueología y la filología a convertirse en ciencias auxiliares de la historia.
En el Renacimiento se crea también la numismática, epigrafía, archivística, etc. A lo largo de todo el Renacimiento se continuará la obra documentada crítica y positiva que comenzó en el Quattrocento italiano.
La Edad de Oro de la filosofía de la historia se inicia en el Renacimiento según G. Nadal, entre el 1550 y el 1750. El punto de partida sería retomando a Polibio, la consideración de la historia como una ciencia ejemplar con un propósito didáctico, fundada sobre los tópicos de estoicos, retóricos e historiadores romanos. La historia era una enseñanza para los gobernantes como en tiempos de Polibio. Esta concepción de la historia como magistra vital inspira tanto los tratados particulares como de historia que se elaboran en el Renacimiento.

## Filosofía de la historia moderna

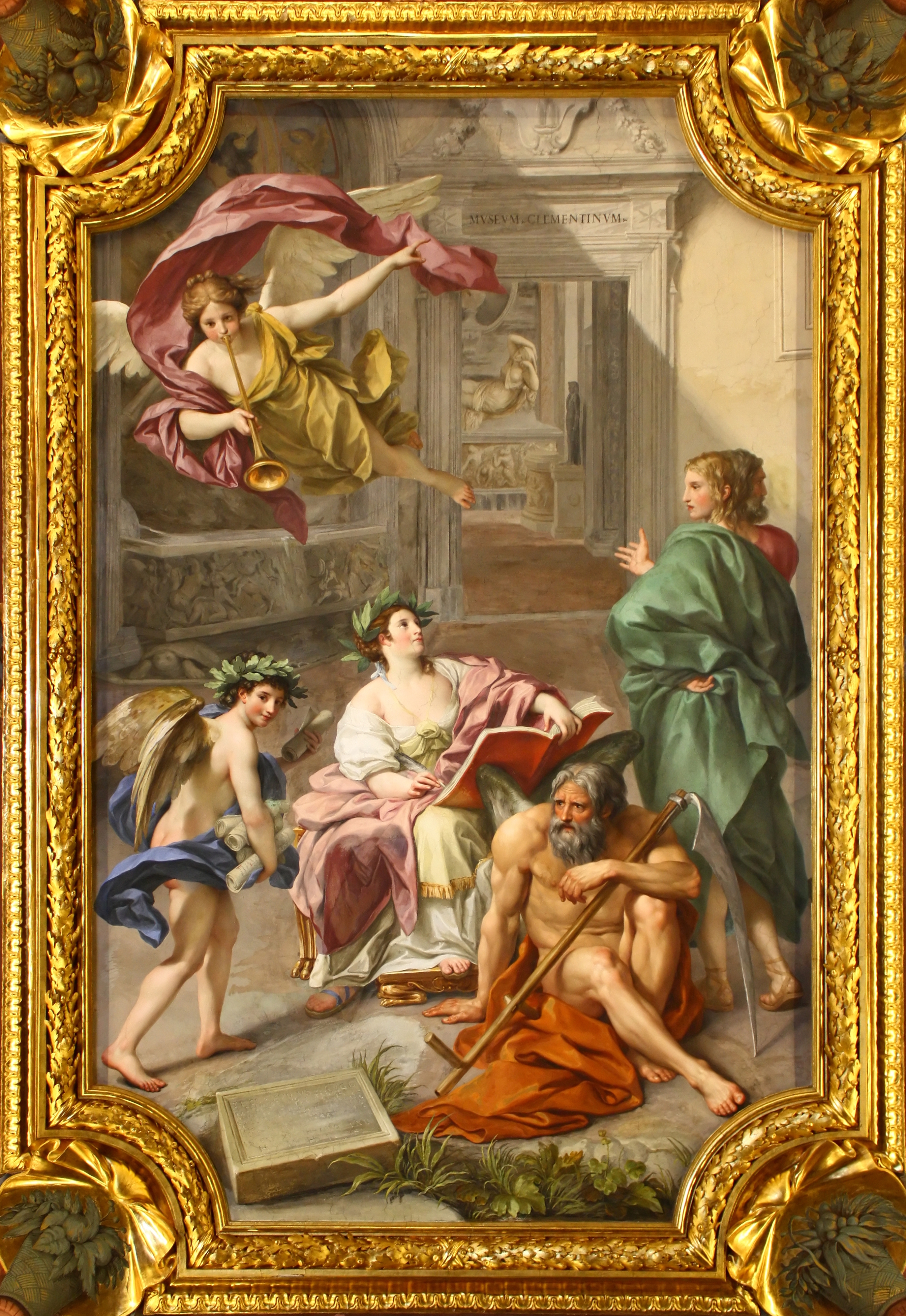
Anton Raphael Mengs (1772) Triunfo de la historia sobre el tiempo. El optimismo de la Edad Moderna influenciaría la filosofía especulativa de la historia.

En el Renacimiento se establecen las bases para elaborar un tipo homogéneo de literatura histórica que se le puede llamar historia. En esa época es cuando la historia se abra a los sucesos del pasado y surja el germen de la historia científica.
A partir de ese momento se desarrollará un criticismo ingente de la historia, sobre todo en el siglo XVIII, donde se entenderá la historia de dos formas: por un lado a los acontecimientos hechos por el hombre (res gestae); y el reconocimiento mental de estos, cognitio (res memoria). Para ellos no solo existe la realidad histórica sino el conocimiento o estudio de dicha realidad, es decir, la historia se convirtió en ciencia.
A partir de esta doble concepción, la historia planteó dos problemas a la filosofía: uno de tipo ontológico y otro epistemológico. La res gestae planteó problemas ontológicos, pero si nos referimos al segundo significado, serán de tipo epistemológico.
Los de tipo epistemológico, son los problemas planteados por la historia en cuanto a un modo de ciencia. Un ejemplo sería el de aclarar si la historia es un conocimiento inmediato o no. El conocimiento histórico es ideográfico. Las leyes de la naturaleza rigen también la historia. También se crearon categorías históricas y se planteaba qué tipo de verdad es la verdad del conocimiento histórico.
La filosofía del conocimiento histórico se ocupará por tanto de la realidad histórica (res gestae) y la historiografía (res memoria).

### Nicolás Maquiavelo
Entre los historiadores del Renacimiento destaca Nicolás Maquiavelo. Nos ofrece una visión de la historia determinada exclusivamente por la política. Maquiavelo estructura los hechos históricos de forma que todos los materiales se ordenen de tal manera que permita subordinar todos los planos de la vida humana al plano político. Considera los fenómenos históricos desde el punto de vista de la política. En esto influyó su vida personal, como destacado político florentino.
Constituye una verdadera revolución frente a la tradición medieval y el agustinismo. La novedad más importante reside en que fue el primero que advirtió de forma sistemática que el mundo específicamente humano no es el de las ciudades ideales diseñadas por las utopías República de Platón, Utopía, de Tomás Moro, etc. Ni tampoco es el mundo de la Civitas de San Agustín. Es el mundo de las nuevas realidades burguesas. La actuación inevitable y necesaria dentro de la ciudad, y se trata de la ciudad-estado o del moderno estado nacional. La característica más importante del pensamiento de Maquiavelo es el carácter autónomo que en su pensamiento tiene la política. Para él la acción política es un fin en sí misma. Un fin al que se supedita todos los fines de la vida. Esta actividad política cuya narración es para él la tarea fundamental de la historia cristaliza en el Estado, manifestación suprema de la política. El Estado aspira a la omnipotencia, y el fin último de la actividad humana es el bien común del estado al que deben someterse todas las demás prioridades del hombre, incluida la libertad y la religión.
El Estado es la expresión suprema de la ambición de dominio, por eso el plano político es histórico por naturaleza. Los cambios históricos son procesos de transformación del régimen político-jurídico del Estado.
Por tanto sigue a Platón en cuanto a que a la monarquía le sucede la tiranía, la aristocracia, oligarquía, democracia y demagogia, entrando cada constitución en crisis por su decadencia y corrupción.
Maquiavelo en el sentido del que entiende que es la plasmación de esa serie, elimina toda traslación. El hombre vive en la Tierra y sus fines están en la Tierra. La historia es la memoria de los hechos políticos del hombre y el dinamismo es la expresión de la tendencia predominante en el hombre como voluntad de dominio o de poder.
El motor de todos los cambios históricos no es otro que la propia índole de la naturaleza humana, pues permanece constante a pesar de todas las diferencias de tiempo y de lugar, de manera que a los mismos impulsos corresponden siempre las mismas respuestas, de manera que se siguen las conductas que ya siguieron otros antes. Por eso piensa que es posible crear una ciencia política fundada en la regularidad de los fenómenos históricos. Maquiavelo presenta la historia como un arma fundamental para el político, no hay mejor forma de dominar a los hombres que conocerlos. El saber es poder, conociendo las leyes por las que se rige la naturaleza podrás controlarla, y el hombre, como parte de la naturaleza que es, debe ser estudiado para poder dominarlo, y ese conocimiento es la historia.
Para Maquiavelo la historia está hecha de voluntades, con una virtud que se manifiesta, que es pura energía y vitalismo que se enfrenta con la necesidad y aparece bajo el signo de la diosa Fortuna. Es un enfrentamiento entre la virtud y la necesaria Fortuna. De la obra de Maquiavelo podemos destacar:
- Vida de Castrucho Castracán di Luca, es un ensayo político.
- De 1520 a 1525 escribe su historia de Florencia, que consta de 8 libros en los que narra la historia de Florencia hasta 1492, muerte de Lorenzo el Magnífico.
- Discursos sobre la primera época de Tito Livio, donde Maquiavelo explica su concepción de la historia.

### Jean Bodin
La historia perfecta consiste en la narración exacta de las acciones pasadas, en el estudio de los gestos del hombre a través de las sociedades. En cambio, la historia sagrada es el conocimiento de la acción y de las manifestaciones de Dios soberano y por tanto no pertenece al dominio de los historiadores, sino al dominio de los teólogos.
Entre estos autores se encuentran Jean Bodin, autor de una obra que lleva por título Método para el conocimiento fácil de la historia, de 1566, y de otra obra, Los seis libros de la República, donde expone su concepción del Estado, de 1576. Para Bodin la historia perfecta es la historia propiamente dicha frente a la historia natural y la historia sagrada.
Por lo que se refiere al método histórico que nos permite elaborar esta historia perfecta a la que aspira Bodin, existe en la necesidad de utilizar en las explicaciones históricas solamente causas naturales sujetas a verificación, así como el mayor número posible de documentos válidos. La meta del historiador debe ser alcanzar la mayor objetividad posible en sus relatos para lo cual debe mantener siempre la serenidad en sus juicios.
A esta escuela perfecta pertenece también Nicolas Vignier, Louis Le Roy y La Popelinier.
Nicolas Vignier escribió un resumen de la historia de los Francos, 1579. Louis Le Roy, escribió una obra de título Acerca de la vicisitud o variedad de las cosas del Universo, 1575.
Le Popelinier escribió un tratado histórico en tres volúmenes, 1599. El primer volumen es la historia de las historias, el segundo volumen La idea de la historia cumplida (perfecta) y el tercer volumen El esbozo de la historia de los Francos.
En la primera de las obras Le Popelinier afirma que los conocimientos históricos son siempre relativos y reflejan la cultura dentro de la cual se elaboran como consecuencia de ello. Le Popelinier rechaza las historias antiguas por la limitación de sus conocimientos y rechaza también las crónicas cristianas por adoptar una falsa perspectiva en sus narraciones, donde se mezcla lo histórico con lo teológico; y proclama su deseo de constituir una historia perfecta, que sería una representación de la totalidad del devenir humano, una historia global y comprensiva de todo lo acontecido.
Le Popelinier es sin duda el autor que mejor sintetiza las tres ideas básicas de todos los promotores de la denominada historia perfecta. La primera idea es que la historia no es una simple obra literaria, sino que debe investigar las causas.
La segunda idea es la más novedosa e importante de las tres ideas. Consiste en que el objeto de la historia son las civilizaciones. La civilización para Le Popelinier comenzó con la escritura misma, el punto de partida de la historia para Le Popelinier hay que buscarlo en los tiempos en que los hombres eran rudos y no civilizados, y para elaborar esta historia de la civilización Le Popelinier sostiene que hay que aprovechar todos los vestigios que conservamos del pasado, recurrir incluso a las canciones y a las danzas populares, a todo tipo de símbolos e incluso a los mnemotécnicos.
La tercera idea es que la historia debe ser Universal en el sentido más estricto y completo. En caso contrario no será digna de este nombre para estos autores.

### Francis Bacon
Para terminar tenemos que hacer referencia a un autor que se encuentra entre el Renacimiento y la Modernidad, el inglés Francis Bacon.
Se encuentra a caballo entre el siglo XVI y el siglo XVII. Recoge la herencia del Humanismo renacentista y abre el camino de los signos filosóficos de la Edad Moderna, en concreto del Empirismo inglés.
En la medida en que abre el camino a la Filosofía del siglo XVII, Francis Bacon va a centrar su filosofía en caracteres de símbolo gnoseológico y va a dar una gran importancia a las cuestiones metodológicas, como lo manifiesta en su obra filosófica más importante: Novum Organuns. Bacon considera que el organun aristotélico no es apropiado y crea uno nuevo. Es un tratado del método, que es la primera parte de una obra suya: La Gran Restauración (Instauratio Magna).
Francis Bacon inicia una serie de estudios filosóficos sobre el método científico; que continuará en el siglo XVII con otros autores como Spinoza, Hume, etc. Recoge también la herencia del humanismo renacentista. Así pues, Bacon divide el mapa de los conocimientos humanos en tres grandes reinos: Poesía, historia y Filosofía. Cada uno de estos tres grandes reinos está presidido por una de las tres facultades cognitivas que tiene el hombre.
- Poesía: presidida por la imaginación.
- historia: presidida por la memoria.
- Filosofía: presidida por el entendimiento.

En la medida en que el conocimiento histórico está presidido por la memoria, la labor esencial de la historia consistirá en recordar y registrar el pasado en sus hechos verdaderos, tal y como realmente sucedieron.
La misión de la historia para Bacon es recordar el pasado y en ningún caso predecir el futuro. La historia se debe centrar en los hechos mismos y dejar de lado el plan divino que los rige.

### Giambattista Vico

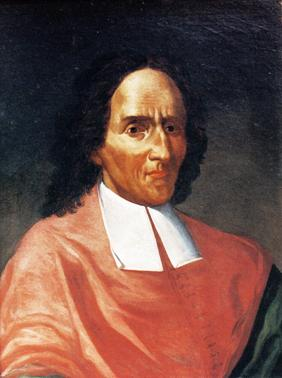
Giambattista Vico.

Se considera a Giambattista Vico como el fundador de la filosofía de la historia, puesto que, establece los fundamentos de esta disciplina en sus Principios de una Ciencia Nueva en torno a la Naturaleza Común de las Naciones.
Podríamos decir que el término de Filosofía de la historia viene de Voltaire, mientras que Vico es el que sienta sus bases ya en 1725, cuando aparece la primera edición de su obra. En ella adelanta ideas de Herder, Hegel, Spengler o Dilthey, y aparece una década antes que los grandes escritos de Voltaire y Montesquieu. Sin embargo, Vico no fue muy apreciado por sus contemporáneos, hasta que Jules Michelet rescató sus escritos. Y es que, según el historiador francés, Vico es el fundador de la filosofía de la historia ante la indiferencia de sus contemporáneos. Quizá eso se deba al carácter atípico antilustrado de Vico, ya que no tiene una visión simplista del progreso, así como intenta conciliar dogmas eclesiásticos con esta nueva ciencia, lo que lleva a Ferrater Mora a considerarlo más cercano al renacimiento, a lo que ayuda su cercanía a los métodos de Bacon y Galileo.
El primer objetivo de su pensamiento es el de elaborar un nuevo método científico para el estudio de la historia. Este método se va a basar en primer lugar por un claro anticartesianismo, ya que Vico va a seguir los pasos de Bacon y Galileo, siguiendo su método experimental. En este, el investigador ya no es un sujeto pasivo, y pasa a ser un elemento que provoque a la Naturaleza, para que ofrezca respuestas. Con ello, va a aplicar el método inductivo a la historia. Con esto, crítica a Descartes, cuyo método solo nos puede dar respuestas verosímiles, pero no absolutas como las puede dar la ciencia. Y es que, para Vico, el criterio fundamental para hallar verdad absoluta es que eso haya sido hecho por el hombre, con lo cual solo obtenemos verdad en cosas que el hombre hace, y la historia es una de ellas, la res gestae. Esto luego será matizado por algunos autores como Kant, que dirá que podemos conocer la Naturaleza, por cuanto ponemos cosas en ella.
Para este método para conocer la historia, Vico realiza un paralelismo con las matemáticas, si estas acuden a la geometría como base de conocimiento, la historia debe recurrir a la Filología, para mediante la etimología conocer la evolución del lenguaje. Esto le lleva a hablar a Vico a hablar de la poética y de la fábula. Vico entiende al mito y a la fábula como forma de conocimiento, no por su contenido, que es imposible aunque creíble, sino por su enseñanza moral que encierra. Y es que la sabiduría para Vico es un saber de carácter ético, no debe explicar cómo son las cosas, sino guiar la voluntad de los hombres. Y para ello acude a los símbolos, que son la presencia activa de un poder que produce una serie de efectos que han de ser interpretados.
El segundo aspecto del que se preocupa Vico, es la delimitación del objeto de estudio de esta ciencia nueva. Vico entiende la historia como la génesis y el desarrollo de las sociedades humanas y de sus instituciones. En esta génesis es fundamental el sentido común, sentimiento de pertenencia a una comunidad. Vico pretende elaborar una teología civil razonada, que busca el principio ordenador del mundo civil de los hombres. Vico asimila el concepto de providencia, y expone que el hombre tiene la capacidad de anticiparse al futuro, como demuestra la jurisprodudencia.
Vico da mucha importancia el sentido común, a la lengua mental común, que es la que da contenido a la naturaleza de las naciones, proviene de una lengua común, cuyo diccionario debe elaborar el historiador. Por tanto, al admitir esa naturaleza común de todas las naciones, rechaza el contractualismo, tanto el de Hobbes como el de Rousseau.
Por último, el tercer gran tema de Vico es su concepción del progreso humano. Está basada en el concepto de curso y recurso. Progresos, y regresos, que no son vueltas a atrás, pues que cada paso siempre se realiza en un plano superior al anterior. Por ello Vico elabora un concepto de progreso espiral, siempre enriqueciendo la historia de la humanidad a cada paso.

### Voltaire
Según Cassier, Voltaire es el que elabora toda la teoría que se seguirá en el Siglo de las Luces, y es que su obra de 1769 Ensayo sobre las costumbres y el espíritu de las naciones, va a ser calificada como una historia Filosófica del mundo ya en su época.
El pensamiento ilustrado de Voltaire se va a caracterizar por dos principios: El de romper con el Mito, que supone una divinización de las acciones humanas y el de romper con la historia sagrada de los judíos, continuada por los cristianos que introduce el concepto de providencia en las acciones humanas.
Los textos fundamentales de la historia Sagrada son la Biblia y la Ciudad de Dios de San Agustín, que ofrecen la visión judeocristiana de la historia Sagrada. La ruptura con esto la encontramos en la Ilustración, y en especial en Voltaire.
Su Ensayo sobre las costumbres y el espíritu de las naciones es la primera obra de Filosofía de la historia aparecida en Francia que se opone a la visión providencialista de la historia de los cristianos, yendo en contra de Bossuet y su Discurso sobre la historia Universal. Bossuet es el último bastión de la Teología de la historia, que nace con San Agustín y que se desarrolla a lo largo de la Edad Media.
Voltaire configura la primera versión de su Ensayo como una reacción polémica frente al discurso de Bossuet, con la pretensión de no limitar su historia al mundo Mediterráneo como lo hacía Bossuet, ni aceptar la providencia como causa primera de todas las cosas.
De este modo, Voltaire rompe con la concepción de Bossuet, basada en el judeocristianismo, una historia cuyo tema fundamental es narrar la marcha del pueblo de Dios y de la historia de la Iglesia. Voltaire abre por tanto el juicio crítico del historiador a la historia entera de la humanidad.
La característica fundamental de la obra de Voltaire es la secularización, que va a romper con la visión providencialista de la historia humana. En virtud de su razón crítica, los ilustrados deben distinguir la verdad de la opinión, el derecho de la autoridad, el deber del interés y la virtud de la gloria. Esta tarea de crítica racional, es la que hay que aplicar al estudio de los relatos en que se narra el origen de los distintos pueblos, ya que todos esos relatos tienden a la fabulación. Tienden a una sucesión de operaciones divinas, como es la historia sagrada del judeocristianismo.
Por el contrario, Voltaire propone la historia profana, que considera al hombre como el verdadero sujeto de la historia, y no la providencia divina.
Para los Ilustrados, el auténtico terreno de la historia es este, el de la historia profana, que para Voltaire distingue la verdadera historia de la fábula. Para marcar este nuevo paradigma es necesario por tanto, que la historia deje de ser una mera narración de hechos para pasar a ser una ciencia de conocimiento. La narración tendrá valor, al mantener los hechos mediante la escritura, pero la historia tiene que explicar el trasfondo de esos hechos, encontrar la ley general que los rige y explorar por qué sucedieron. Inaugura así Voltaire, la historia Crítica.
Esa historia Crítica que tiene como misión desterrar el mito y la superstición, y quitar el velo de la ignorancia del género humano, para que la humanidad aprenda a pensar.  Voltaire va a crear su historia Universal con un interés marcadamente filosófico. Para Voltaire, la tarea del Filósofo de la historia es leer la historia en clave filosófica para oponer las luces de la razón a los fanatismos. De esta manera, el filósofo se convierte en un escéptico y crítica la autoridad que pronuncia verdades establecidas por la religión. Mientras que la tarea del los historiadores consistiría en aspirar a explicar los acontecimientos pasados por medio de principios razonables y no contentarse con simplemente repetir lo que dicen las fuentes.
La propuesta científica de Voltaire se traduce en una explicación histórica por medio de principios razonables. La historia tiene una función cultural de primer orden, desterrar el fanatismo y sobre la teocracia, la concepción de la religión como poder, la cual desprecia Voltaire. De hecho desprecia ciertos momentos de la historia porque los hombres inteligentes no deben poner atención en los periodos oscuros de la humanidad, puesto que la finalidad es crear verdades indestructibles y no satisfacer la curiosidad inútil, pues hay que estudiar los triunfos de la razón y la imaginación.
Al escribir su Ensayo, Voltaire no pretende dar a conocer todos los acontecimientos del pasado, sino dar a conocer las verdades útiles que se desprenden de esos acontecimientos, conocer el espíritu, la moral y las costumbres de los principales pueblos que han habitado la tierra. Por ello, Voltaire considera que el objetivo de la historia es retratar para la posteridad las acciones no solo de un hombre, sino de civilizaciones, de naciones. Por ello rechaza el culto a los héroes, al individuo. Narrar la historia del espíritu humano sin entrar en las anécdotas. Narrar los pasos del hombre desde la barbarie hasta la gentileza del tiempo actual, haciendo patente el espíritu de las épocas y de las naciones. Por tanto no solo debemos estudiar acontecimientos políticos, sino religión, arte, ciencias, etc. Es por tanto, el estudio de las etapas del hombre.
Como último aspecto, toda la teoría de Voltaire se basa sobre la idea del progreso de la humanidad, desde la barbarie a la cultura, adelantándose a Turgot y Condorcet. Sin embargo, Voltaire tiene una visión menos optimista, ya que duda de la perfectibilidad del hombre y expresa que el progreso histórico no afecta a la naturaleza humana, que es inmutable.

### Montesquieu
El barón de Montesquieu (1689-1755) fue otro de los más importantes filósofos de la Ilustración. Su pensamiento hay que enmarcarlo en el espíritu que hará posible la Revolución francesa, siendo su obra más importante El espíritu de las leyes.
En esta obra, el autor presenta una concepción de la historia marcada por un riguroso determinismo en la sucesión de los hechos históricos. Todo el acontecer de la historia humana es una cadena de causa-efecto. Si conocemos los hechos, conoceremos las causas de las que se derivan.
El interés de Montesquieu es reducir el aparente caos que reina en las leyes y costumbres de los países. De este modo, pretende descubrir la ley que se oculta tras las anomalías que parecen destruirla, por tanto pretende descubrir las leyes que mueven la historia.
Para él, el clima es una ley muy influyente. La diversidad climática genera diferentes usos y costumbres. Pretende por tanto descubrir las causas generales que gobiernan la vida de una sociedad y sus revoluciones. Determina las características de una determinada sociedad.
Si profundizamos en el estudio de los acontecimientos históricos, no podemos comprender la historia como un cúmulo de casualidades, sino que hay unas ciertas leyes que rigen el comportamiento de las naciones, y de ello debe ocuparse el historiador.
La causa, o ley, general física más importante es el clima ante todo. Las causas morales que son tan irresistibles como las anteriores, limitan el efecto de las causas físicas. Por tanto, un ejemplo es que una sola batalla no puede determinar el fin de una nación, sino que tiene que haber un cúmulo de causas que lo determinen.

### Turgot
Turgot, (1727-1781), fue otro filósofo francés. Más conocido por su pensamiento y sus obras económicas, en la línea de los fisiócratas, también se ocupa de la historia en su época de estudiante de la Sorbona, de donde rescatamos dos discursos sobre el sentido de la historia.
Concibe la historia Universal como el progreso constante del ser humano hacia una mayor perfección. Según Turgot, este progreso es a veces lento y otras veces más rápido, y se lleva a cabo a través de periodos alternativos de crisis y de calma. Incluso en las épocas de mayor barbarie, el espíritu humano progresa constantemente.
Para desarrollar su teoría, Turgot se basa en los planteamientos de Voltaire y de Montesquieu. Basándose en este último, el progreso histórico está guiado por causas generales, que como decía Montesquieu son de dos tipos, físicas y morales. Sin embargo, Turgot establece la diferencia entre las causas físicas y las causas morales. En concreto, estas últimas tienen preeminencia sobre las físicas, de manera que las físicas inciden condicionando las morales, por tanto su acción no es directa.
Su aportación más importante, no obstante, se basa en dos principios:
- Establece que cuando un pueblo está progresando cada paso que da produce una aceleración en el ritmo del progreso. Por tanto el progreso en un pueblo es uniforme.
- Una distinción de este paso de la civilización que anticipa la ley de los tres estudios de Augusto Comte. La civilización humana ha pasado por tres etapas: estadio religioso, estadio metafísico y estadio científico y social de los errores.

### Georg Hegel
Lecciones sobre la filosofía de la historia universal reúne las tesis de la filosofía de la historia que desarrolló Hegel durante sus clases en la Universidad de Berlín dictadas en los años 1822-3, 1828 y 1830-1. Existen diversas ediciones de la obra entre las que destacan las de Eduard Gans en 1837, Charles Hegel en 1840 y Georg Lasson en 1917. Además, es necesario considerar que la obra hegeliana presenta una exposición compleja de sus tesis, lo que puede dar lugar a más de un equívoco; por lo mismo, se han escrito una serie de obras destinadas a interpretar los escritos del filósofo alemán, inclusive para su filosofía de la historia la cual ha sido considerada como una de sus obras más claras.
La filosofía de la historia de Hegel tenía por objetivo realizar una reflexión filosófica sobre la historia mundial, es decir, pensar la historia de la humanidad en toda su amplitud espacial y temporal. Dicha particularidad hegeliana, versus las obras de los historiadores, descansa en que el filósofo alemán pretendió lograr determinar cuál era la teleología de la historia, particularmente cuál era el fin del transcurso de los hechos históricos y cómo habría de desarrollarse dicho proceso. Con tal fin en mente, Hegel aplicó su sistema filosófico, tanto metafísico como lógico, para desarrollar la tesis según la cual la historia de la humanidad consiste en un proceso racional de progreso constante hacia la libertad.
De acuerdo a la filosofía hegeliana la historia de la humanidad permite demostrar que la razón ha realizado una transición espacial desde oriente a occidente, es decir, desde Asia a Europa. Dicha transición de la razón, dice Hegel, queda explícita en el concepto de libertad que ha tenido cada civilización desarrollada en dichos espacios. Así, en el oriente la civilización china, india y las diversas civilizaciones de Mesopotamia se caracterizaron por considerar que la libertad pertenecía a un solo sujeto, entendiéndose por aquella persona al emperador o emperatriz, al rey o la reina. El resto de los individuos de dichas civilizaciones son, según Hegel, como niños bajo la tutela de un padre. La segunda etapa de dicha transición de la libertad permitió, en la lógica hegeliana, superar la etapa paternal. El resultado: Grecia y Roma, civilizaciones donde la libertad ya no pertenecía únicamente a la cabeza del Estado, también a un número limitado de personas que cumplían con ciertos requisitos, es decir, los ciudadanos. Finalmente, la tercera etapa corresponde a la Europa germano-cristiana, la cual ha logrado llegar a un nivel de consciencia sobre la libertad que sostiene que ésta ya no pertenece a uno o a unos pocos; por el contrario, la libertad es un bien de todos los seres humanos.
Las reacciones que generaron la tesis de Hegel han sido diversas. Por un lado, se sostiene que el aporte de Hegel consistió en consolidar la filosofía de la historia como una disciplina independiente y formal de la filosofía. Por otro lado, se sostiene que la filosofía de la historia de Hegel es una muestra de totalitarismo, racismo y eurocentrismo, críticas ampliamente debatidas.

### Karl Marx
La «concepción materialista de la historia» o «materialismo histórico» (términos acuñados por Friedrich Engels y el marxista ruso Gueorgui Plejánov), también abreviado como Hismat (en contraste al Diamat o materialismo dialéctico), alude a las doctrinas y al marco conceptual creado por el filósofo Karl Marx y después usado por Engels y Plejánov para comprender la historia humana. Según el materialismo histórico, "no es el espíritu como en Hegel el que determina la historia" sino una infraestructura representada por las relaciones económicas y los modos de producción de la sociedad.
El materialismo histórico es un marco conceptual marxista para concebir la historia. Esto sucede al explicar las revoluciones políticas y sociales por la contradicción entre las fuerzas productivas y las relaciones de producción y por la lucha de clases. Esta concepción hace frente a la visión burguesa de la historia basada en la historia de las ideas y de los "grandes hombres". El desarrollo revolucionario de las fuerzas productivas bajo el comunismo hacía posible que todas las necesidades humanas fueran satisfechas, y que el desarrollo de la producción prescindiera de la división de la sociedad entre clases explotadoras (poseedoras de los medios de producción sociales) y clases explotadas (obligadas a mantener a las clases explotadoras mediante el plustrabajo). 
Aunque el materialismo histórico se halla estrechamente ligado al marxismo; historiadores, sociólogos e intelectuales no ligados al marxismo han tomado elementos de aquel para elaborar sistemas y enfoques materialistas para el estudio de la historia.

...en la producción social de su vida los hombres establecen determinadas relaciones necesarias e independientes de su voluntad, relaciones de producción que corresponden a una fase determinada de desarrollo de sus fuerzas productivas materiales. El conjunto de estas relaciones de producción forma la estructura económica de la sociedad, la base real sobre la que se levanta la superestructura jurídica y política y a la que corresponden determinadas formas de conciencia social. El modo de producción de la vida material condiciona el proceso de la vida social política y espiritual en general. No es la conciencia del hombre la que determina su ser sino, por el contrario, el ser social es lo que determina su conciencia.
Karl Marx, Prólogo a la Contribución a la crítica de la economía política (1859)

...el régimen económico de la producción y la estructuración social que de él se deriva necesariamente en cada época histórica constituye la base sobre la cual se asienta la historia política e intelectual de esa época, y que, por tanto, toda la historia de la sociedad -una vez disuelto el primitivo régimen de comunidad del suelo- es una historia de luchas de clases, de luchas entre clases explotadoras y explotadas, dominantes y dominadas, a tono con las diferentes fases del proceso social, hasta llegar a la fase presente, en que la clase explotada y oprimida -el proletariado- no puede ya emanciparse de la clase que la explota y la oprime -de la burguesía- sin emancipar para siempre a la sociedad entera de la opresión, la explotación y las luchas de clases; esta idea cardinal fue fruto personal y exclusivo de Marx.
Friedrich Engels,  en el Prólogo de Engels a la edición alemana de 1883 del Manifiesto comunista, (1848)

## Filosofía de la historia contemporánea

«Hay un cuadro de Klee que se titula Angelus Novus [1920]. Se ve en él un ángel, al parecer en el momento de alejarse sobre lo cual clava la mirada. Tiene los ojos desorbitados, la boca abierta y las alas tendidas. El ángel de la historia debe tener ese aspecto. Su rostro está vuelto hacia el pasado. En lo que para nosotros aparece como una cadena de acontecimientos, él ve una catástrofe única, que arroja a sus pies ruina sobre ruina, amontonándolas sin cesar. El ángel quisiera detenerse, despertar a los muertos y recomponer lo destruido. Pero un huracán sopla desde el paraíso y se arremolina en sus alas, y es tan fuerte que el ángel ya no puede plegarlas. Este huracán lo arrastra irresistiblemente hacia el futuro, al cual vuelve las espaldas, mientras el cúmulo de ruinas crece ante él hasta el cielo. Este huracán es lo que nosotros llamamos progreso.» (Walter Benjamin, Tesis IX sobre la filosofía de la historia, 1939-1940).

La filosofía de la historia contemporánea ha estado marcada por tres fenómenos: primero, la diversificación del débate en torno a la historia en el cual han participado filósofos, historiadores, sociólogos y antropólogos; segundo, la institucionalización de la filosofía de la historia al formar parte del curriculum de las universidades y tercero, la profesionalización del débate en torno a revistas académicas especializadas en el tema como History and Theory y Journal of the Philosophy of History.
Además, la filosofía de la historia ha sido influenciada por los diversos movimientos filosóficos de la Edad Contemporánea, a saber: el historicismo, el idealismo, el empirismo lógico, la hermenéutica, el estructuralismo, la filosofía analítica, la teoría crítica, el giro lingüístico, los estudios poscoloniales y la filosofía latinoamericana.

### Historicismo

#### Benedetto Croce
La teoría de Croce es fuertemente historicista; la historia tiene también un preciso horizonte gnoseológico, porque en primer lugar es conocimiento, y conocimiento contemporáneo, por lo que la historia no es el pasado, sino que está viva en cuanto su estudio está motivado por un interés que surge en el presente.
La historiografía es, en segunda instancia, útil para comprender la racionalidad más profunda del proceso del espíritu, no siendo un conocimiento abstracto, sino de hechos y experiencias bien precisas. El conocimiento histórico nos ilumina sobre la génesis de los hechos.
Croce critica a los iluministas, y en general a cualquiera que quiera individualizar los absolutos que regulan la historia y la trascienden: la realidad es historia, en su totalidad, y la historia es la vida misma, que se desarrolla autónomamente siguiendo sus propios ritmos y sus propias razones. Es un camino progresivo que no debe constituir una certeza sobre la que desanimarse: esta consciencia debe ser confirmada por un empeño constante de los hombres, y sus resultados no son previsibles ni deben nunca darse por descontados.

### Idealismo

#### Robin Collingwood
Collingwood durante los años 30 se encontraba escribiendo dos obras sobre la historia. La primera consistía en una descripción del desarrollo histórico de la idea de la historia; la segunda, unas meditaciones filosóficas sobre la historia. Las dos obras se vieron truncadas por la muerte del filósofo; sin embargo, su alumno Thomas M. Knox editó sus manuscritos para ser publicados en 1946 bajo el título La Idea de la historia. Junto al artículo de Carl Hempel de 1942 La función de las leyes generales en la historia, el libro de Collingwood se transformó en una de las obras más importantes para la filosofía de la historia en el habla inglesa, además de ser usado ampliamente como referencia por los historiadores. Louis O. Mink sostuvo, irónicamente, que Collingwood se iba a convertir en "el mejor mal conocido pensador de nuestra época".
Collingwood categorizó la historia como una ciencia, definiendo una ciencia como "cualquier cuerpo organizado de conocimiento". Sin embargo, distinguió la historia de las ciencias naturales porque las preocupaciones de estas dos ramas son diferentes: las ciencias naturales se ocupan del mundo físico, mientras que la historia, en su uso más común, se ocupa de las ciencias sociales y los asuntos humanos. Collingwood señaló una diferencia fundamental entre conocer las cosas en el presente o en la naturaleza y conocer la historia. Para llegar a conocer el presente se pueden observar la "realidad" tal como existen o tienen sustancia en este momento.
Dado que los procesos de pensamiento internos de las personas históricas no pueden percibirse con los sentidos físicos y los hechos históricos pasados no pueden observarse directamente; por lo tanto, la historia debe ser metodológicamente diferente de las ciencias naturales. La historia, al ser un estudio de la mente humana, está interesada en los pensamientos y motivaciones de los actores de la historia, idea que se resume en su epigrama "toda historia es la historia del pensamiento". Por lo tanto, Collingwood sugirió que un historiador debe "reconstruir" la historia utilizando la "imaginación histórica" para "recrear" los procesos de pensamiento de personajes históricos basados en información y evidencia de fuentes históricas. La recreación del pensamiento se refiere a la idea de que el historiador puede acceder no sólo a un proceso de pensamiento similar al del actor histórico, sino al proceso de pensamiento mismo.
En la comprensión de Collingwood, un pensamiento es una entidad única accesible al público y, por lo tanto, independientemente de cuántas personas tengan el mismo pensamiento, sigue siendo un pensamiento singular. En palabras del filósofo:

[...] los pensamientos deben distinguirse sobre la base de criterios puramente cualitativos, y si hay dos personas que tienen el mismo pensamiento (cualitativamente), hay (numéricamente) sólo un pensamiento, ya que sólo hay un contenido proposicional.

Por lo tanto, si los historiadores siguen la línea correcta de investigación en respuesta a una fuente histórica y razonan correctamente, pueden llegar al mismo pensamiento que tuvo el autor de la fuente histórica y, al hacerlo, "recrear" ese pensamiento.
Collingwood rechazó lo que consideró "historia de tijeras y engrudo" en la que el historiador rechaza una declaración registrada por un agente de la historia porque contradice otra declaración histórica o porque contradice la propia comprensión del mundo por parte del historiador. Como afirma en Principios de la Historia, a veces un historiador se topa con:

[...] una historia que simplemente no puede creer, una historia característica, tal vez, de las supersticiones o prejuicios de la época del autor o del círculo en el que vivió, pero no creíble para una persona en una era más ilustrada y, por lo tanto, omitida.
Los principios de la historia 

Esta, sostiene Collingwood, es una forma inaceptable de hacer historia. Las fuentes que hacen afirmaciones que no se alinean con la comprensión actual del mundo aún fueron creadas por sujetos racionales que tenían razones para crearlas. Por lo tanto, estas fuentes son valiosas y deben investigarse más a fondo para llegar al contexto histórico en el que fueron creadas y por qué.

#### Michael Oakeshott
En su último trabajo publicado en vida, Sobre la historia (1983), Oakeshott volvió a la idea de que la historia es un modo distinto de experiencia, pero esta vez basándose en la teoría de la acción desarrollada en su trabajo previo Sobre la conducta humana (1975). Gran parte de Sobre la historia había surgido de los seminarios de posgrado de Oakeshott en la Escuela de Economía de Londres después de su jubilación, y había sido escrito al mismo tiempo que Sobre la conducta humana, a principios de los años setenta. 
Sobre la historia se ha interpretado como una empresa esencialmente neokantiana de elaborar las condiciones de posibilidad del conocimiento histórico, trabajo que Dilthey había iniciado. Los primeros tres ensayos establecen la distinción entre el presente de la experiencia histórica y el presente de la experiencia práctica, así como los conceptos de situación histórica, evento histórico y lo que se entiende por cambio en la historia. Sobre la historia incluye un ensayo sobre jurisprudencia ("El Estado de Derecho"). También incluye una reinterpretación de la historia de la torre de Babel en un entorno moderno en el que Oakeshott expresa desdén por la voluntad humana de sacrificar la individualidad, la cultura y la calidad de vida por grandes proyectos colectivos. Atribuye este comportamiento a la fascinación por la novedad, la insatisfacción persistente, la codicia y la falta de autorreflexión.

### Filosofía analítica

#### Carl Hempel
Carl Hempel, filósofo neopositivsta, propuso en su artículo de 1942 La función de las leyes generales en la historia que la historia, al ser una disciplina empírica, podría formular leyes históricas al igual que las ciencias naturales. Para ello sería necesario que los historiadores siguieran su propuesta de un modelo nomológico-deductivo. La tesis del filósofo alemán generó una reacción inmediata y su obra ha sido calificada como un texto clásico para comprender el interés de la filosofía analítica en la historia.
En cuanto a su contenido, las reacciones se manifestaron en diversos artículos y libros entre los que destacan los de William Dray, Patrick Gardiner, Arthur Danto y Ernest Nagel. Finalmente, debido a las críticas recibidas, Hempel terminó matizando su propuesta original al intentar aplicarlo para la explicación de acciones racionales, sin mayor éxito.

#### William Walsh
William Henry Walsh publicó en 1951 la obra Una introducción a la filosofía de la historia la cual propuso por primera vez la distinción entre la filosofía especulativa y crítica de la historia. Más importante aún, el aporte de Walsh al debate fue el uso del concepto coligación. Por coligación, Walsh se refiere al proceso por el cual los historiadores pueden explicar un hecho histórico al identificarlos como parte de un proceso histórico. La ventaja que posee el historiador es que puede identificar procesos históricos que son desconocidos por los agentes de la historia; por ejemplo, los griegos del siglo V a. C. no sabían que estaban viviendo su siglo de oro. Por lo tanto, el historiador puede explicar un hecho histórico mejor que sus contemporáneos al tener una perspectiva histórica. Gracias a dicho proceso de coligación los historiadores son capaces de desarrollar una narración significativa de la historia, es decir, una historiografía por sobre la crónica.

#### Patrick Gardiner
Su principal área de interés fue la filosofía de la historia, lo que le llevó a publicar su tesis The Nature of Historical Explanation en 1952. Este libro es una de sus aportaciones más importantes, principalmente para la consolidación de los estudios en el área de filosofía analítica de la historia, donde el autor explora críticamente dos visiones divergentes e importantes sobre la historia, el modelo nomológico-deductivo de Carl Hempel y el idealismo de Robin G. Collingwood.

### Teoría crítica

#### Walter Benjamin
Walter Benjamin en Tesis sobre la filosofía de la historia (1940) critica las filosofías de la historia de la modernidad al recurrir a las nociones de progreso y de tiempo lineal para definir el curso histórico, como era común en la Ilustración. Para Benjamin, la historia no está guiada por una razón gobernante y trascendental. Por el contrario, la historia es vista como un proceso caótico y confuso, donde predomina una visión de la historia "ganadora", violenta y opresiva hacia los demás.

#### Herbert Marcuse
Herbert Marcuse en Eros y civilización (1955) cuestiona la perspectiva de Sigmund Freud de la naturaleza y la historia humana en la que la naturaleza humana tiene como principio la búsqueda del placer, pero está socialmente reprimida por el principio de realidad. Así, desde la perspectiva freudiana, la historia sería el contraste entre la naturaleza deseante y el cuerpo social que desvía los sentidos y, de esta manera, la represión se encuentra en cualquier civilización o cultura. Para Marcuse, esto no es cierto porque la composición actual de la sociedad no es el resultado de una relación de oposición metafísica y necesaria. Se trata de una construcción histórico-social, en la que la formación de la civilización implicó la remoción de la libertad humana.

#### Theodor Adorno y Max Horkheimer
En La dialéctica de la Ilustración (1944), Theodor Adorno y Max Horkheimer critican la razón ilustrada, en cuanto idea de progreso continuo a través de la razón.  Esta razón, lejos de ser objetiva, sería puramente instrumental, es decir, su preocupación radica en el desarrollo de la técnica, con un doble objetivo: dominar al otro y dominar la naturaleza. La crítica a esta filosofía de la historia apunta directamente al carácter productivo y tecnológico de la sociedad contemporánea, que, por un lado, ha aumentado su productividad económica; por otro lado, utiliza estos mismos aspectos como instrumento de dominación de un sector social privilegiado.

### Tesis narrativas

#### Louis O. Mink
La contribución de Mink a la historia y la filosofía de la historia fue enfatizar la necesidad de que la historia vea su narración de una forma similar a otras narraciones, especialmente con la narrativa de la ficción. Mink también afirmó que pensar la historia como "una fiel representación del pasado" ha dado lugar a numerosas hipótesis entre los historiadores que plantean graves problemas al distorsionar la historia.
De acuerdo a Paul Ricoeur, el acto configurante de Mink lleva al extremo el carácter sintético de la actividad narrativa; sin embargo, la ausencia de referencias a la estructura de la narración de ficción como la "trama" muestran una insuficiencia en el análisis de Mink.

#### Hayden White
Analizando tanto la obra de historiadores como de filósofos de la historia del siglo XIX, referidos como pensadores históricos, White sostiene lo siguiente: un tropo del lenguaje y su correspondiente protocolo lingüístico constituyen la metahistoria de una obra histórica, es decir, su estilo historiográfico.
Los argumentos que desarrolla para defender su tesis son los siguientes:
- Primero, cada pensador histórico tiene una estrategia prefigurativa de la historia que se transforma en su estilo historiográfico. White identifica cuatro tipos de estrategias prefigurativas que corresponden a cuatro tropos del lenguaje: la metáfora, la metonimia, la sinécdoque y la ironía.[85]
- Segundo, cada pensador histórico posee un estilo historiográfico constituido por tres dimensiones: epistemológico, estético y moral.[86]
- Tercero, las tres dimensiones de un estilo historiográfico corresponden a tres modos de explicación: 
  - Dimensión epistemológica: explicación por argumentación formal.[87]
  - Dimensión estética: explicación por la trama.[88]
  - Dimensión moral: explicación por implicación ideológica.[89]
- Cuarto, cada modo de explicación posee cuatro modos de articulación: 
  - Explicación por argumentación formal: el formismo, el organicismo, el mecanicismo y el contextualismo. [87]
  - Explicación por la trama: la novela o romance, la comedia, la tragedia y la sátira.[88]
  - Explicación por implicación ideológica: el anarquismo, el conservadurismo, el radicalismo y el liberalismo.[89]

La tesis de White es representada de la siguiente forma:
| DIMENSIÓN      | MODO DE EXPLICACIÓN                                                       | MODO DE ARTICULACIÓN                                   |
| -------------- | ------------------------------------------------------------------------- | ------------------------------------------------------ |
| Estética       | Explicación por la trama o modo de tramar                                 | Romance, Comedia, Tragedia o Sátira                    |
| Epistemológica | Explicación por argumentación formal o modo de argumentación              | Formismo, Organicismo, Mecanicismo o Contextualismo    |
| Moral          | Explicación por argumentación ideológica o modo de implicación ideológica | Anarquismo, Conservadurismo, Radicalismo o Liberalismo |

Un estilo historiográfico es el resultado de la mezcla de un modo de articulación de cada dimensión. Por ejemplo, para White el filósofo Georg Hegel es un autor que usa el tropo literario de la sinécdoque al tener un elemento estético cómico, un elemento epistemológico organicista y un elemento moral conservador. 
El análisis completo de White sobre filósofos e historiadores del siglo XIX es el siguiente: 
| Tropo      | Historiador           | Filósofo            | Estética o modo de tramar | Epistemología o modo de argumentar | Moral o modo de implicación ideológica |
| ---------- | --------------------- | ------------------- | ------------------------- | ---------------------------------- | -------------------------------------- |
| Metáfora   | Jules Michelet        | Friedrich Nietzsche | Romance                   | Formista                           | Anarquista                             |
| Metonimia  | Alexis de Tocqueville | Karl Marx           | Tragedia                  | Mecanicista                        | Radical                                |
| Sinécdoque | Leopold von Ranke     | Gerog W. F. Hegel   | Comedia                   | Organicista                        | Conservador                            |
| Ironía     | Jacob Burckhardt      | Benedetto Croce     | Sátira                    | Contextualista                     | Liberal                                |

### Hermenéutica

#### Paul Ricoeur
En 1983, 1984 y 1985 publica los tres volúmenes de Temps et Recit en los que destaca las proximidades entre la temporalidad de la historiografía y la del discurso literario. Aquí encontramos el deseo de Ricœur de vincular la reflexión filosófica sobre la naturaleza de la narrativa con el enfoque lingüístico y poético.
Ricœur sin practicar la filosofía de la historia está interesado en la historia desde una perspectiva filosófica. En Histoire et vérité (1955) intenta definir la naturaleza del concepto de verdad en la historia y diferenciar la objetividad en la historia de la objetividad en las llamadas ciencias exactas.